# (20314) Johnharrison
(20314) Johnharrison est un astéroïde de la ceinture principale.

## Description
(20314) Johnharrison est un astéroïde de la ceinture principale. Il fut découvert le 28 mars 1998 à Reedy Creek par John Broughton. Il présente une orbite caractérisée par un demi-grand axe de 2,16 UA, une excentricité de 0,16 et une inclinaison de 2,7° par rapport à l'écliptique.

## Nom
Il a été nommé d'après John Harrison.

## Compléments